# Jednotky sboru dobrovolných hasičů v okrese Hodonín

## Právní základ
Jednotku sboru dobrovolných hasičů obce je podle § 68 zákona č. 133/1985 Sb., o požární ochraně,
povinna zřídit každá obec, nebo může více obcí sdružit své prostředky a zřídit společnou jednotku. Mnohé obce zřizují jednotek více. Své dobrovolné jednotky zřizují též některé průmyslové, dopravní a jiné firmy.
Naproti tomu Sbor dobrovolných hasičů je občanské sdružení na úseku požární ochrany. V ČR existuje několik organizací. Nejznámější z nich je Sdružení hasičů Čech, Moravy a Slezska (SH ČMS), dále např. Moravská hasičská jednota (MHJ) apod. Ve většině případů jsou členové jednotek zároveň členy sdružení, ale nemusí tomu tak být.

## Seznam

### Sbory kategorie II
- 625 117 II/1 JSDH Kyjov
- 625 136 II/1 JSDH Strážnice
- 625 146 II/1 JSDH Velká nad Veličkou
- 625 155 II/1 JSDH Ždánice
- 625 154 II/1 JSDH Žarošice

### Sbory kategorie III
- 625 100 III/1 JSDH Archlebov
- 625 103 III/1 JSDH Bzenec
- 625 105 III/1 JSDH Čejkovice
- 625 106 III/1 JSDH Dambořice
- 625 107 III/1 JSDH Dolní Bojanovice
- 625 109 III/1 JSDH Dubňany
- 625 111 III/1 JSDH Hovorany
- 625 112 III/1 JSDH Hroznová Lhota
- 625 113 III/1 JSDH Hrubá Vrbka
- 625 118 III/1 JSDH Lipov
- 625 120 III/1 JSDH Lovčice
- 625 126 III/1 JSDH Mutěnice
- 625 127 III/1 JSDH Násedlovice
- 625 128 III/1 JSDH Nová Lhota
- 625 129 III/1 JSDH Petrov
- 625 132 III/1 JSDH Ratíškovice
- 625 133 III/1 JSDH Rohatec
- 625 130 III/1 JSDH Prušánky
- 625 169 III/1 JSDH Syrovín
- 625 141 III/1 JSDH Šardice
- 625 147 III/1 JSDH Veselí nad Moravou
- 625 150 III/1 JSDH Vnorovy
- 625 151 III/1 JSDH Vracov
- 625 157 III/1 JSDH Žeravice
- 625 181 a 625 140 III/2 JSDH Svatobořice-Mistřín

### Sbory kategorie V
- 625 101 V JSDH Blatnice
- 625 159 V JSDH Blatnička
- 625 102 V JSDH Bukovany
- 625 104 V JSDH Čejč
- 625 166 V JSDH Čeložnice
- 625 108 V JSDH Domanín

- 625 167 V JSDH Hýsly
- 625 170 V JSDH Javorník
- 625 114 V JSDH Ježov
- 625 168 V JSDH Josefov
- 625 180 V JSDH Kelčany
- 625 115 V JSDH Kněždub
- 625 116 V JSDH Kostelec
- 625 163 V JSDH Kozojídky
- 625 175 V JSDH Kuželov
- 625 179 V JSDH Labuty
- 625 119 V JSDH Louka
- 625 174 V JSDH Malá Vrbka
- 625 122 V JSDH Mikulčice
- 625 123 V JSDH Milotice
- 625 124 V JSDH Moravany
- 625 125 V JSDH Moravský Písek
- 625 160 V JSDH Nechvalín
- 625 172 V JSDH Nenkovice
- 625 173 V JSDH Ostrovánky
- 625 131 VJ SDH Radějov
- 625 176 V JSDH Skalka
- 625 171 V JSDH Skoronice
- 625 137 V JSDH Strážovice
- 625 139 V JSDH Suchov
- 625 164 V JSDH Tasov
- 625 142 V JSDH Těmice
- 625 143 V JSDH Tvarožná Lhota
- 625 144 V JSDH Uhřice
- 625 148 V JSDH Věteřov
- 625 149 V JSDH Vlkoš
- 625 152 V JSDH Vřesovice
- 625 153 V JSDH Žádovice
- 625 156 V JSDH Želetice
- 625 165 V JSDH Žeraviny
- 625 110 V JSDH Hodonín

### Sbory kategorie VI (podnikové)
- 625 802 VI JSDHp KORDSERVICE Velká nad Veličkou